# Lana di roccia

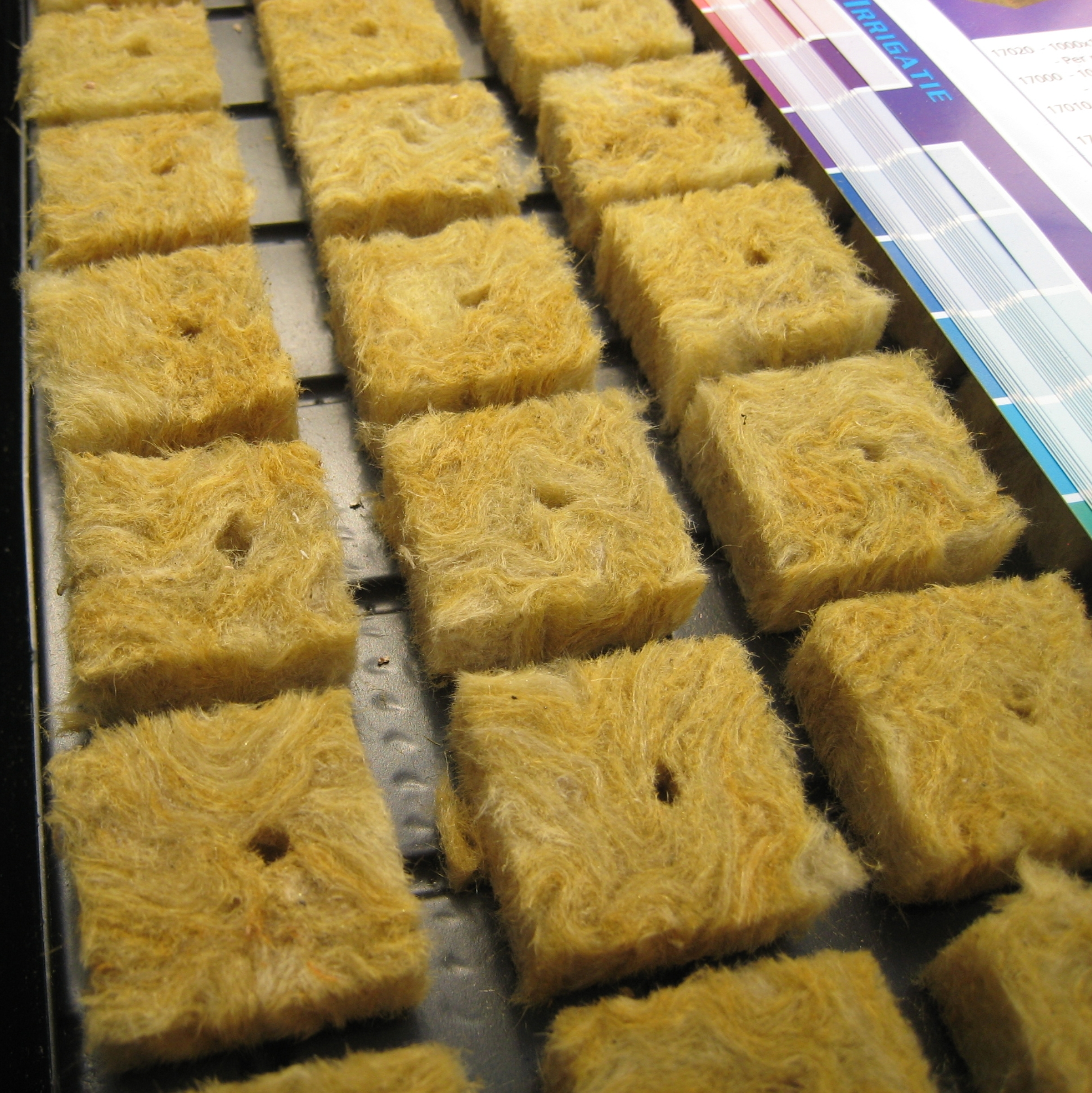
Cubi di lana di roccia, usati nella coltura idroponica.

La lana di roccia è un silicato amorfo ricavato da un mix di rocce e altri materiali inerti, estremamente versatile, utilizzato come materiale isolante soprattutto nell'edilizia e, in larga parte, negli ambiti navali e industriali, nonché per applicazioni alternative all'isolamento quali la coltura idroponica.

## Proprietà
Questo materiale assolve le funzioni di:
- Isolante termico
- Isolante acustico
- Protezione passiva al fuoco grazie alla non combustibilità (euroclasse A1)
- Materiale altamente drenante

Queste proprietà sono dovute alla sua struttura macroscopica lanuginosa che attenua i rumori, ed inglobando grandi quantità d'aria, isola dal calore. Riesce, inoltre, a resistere a temperature molto alte: la maggior parte dei produttori caratterizza i propri prodotti per applicazioni industriali (quelli che, continuamente, devono "sopportare" le temperature più estreme) fino a circa 650 °C, mentre la fusione delle fibre avviene oltre i 1200 °C.
La lana di roccia, inoltre, ha un costo relativamente basso che, di fatto, la rende preferibile ad altri tipi d'isolante meno performanti o più costosi. Rientra nell'insieme dei materiali isolanti minerali fibrosi assieme alla lana di vetro (ottenuta da silicati) e alla lana basaltica (materiale simile, ottenuto dal solo basalto).

## Salute e sicurezza
Storicamente, come tutti i materiali fibrosi, la lana di roccia ha goduto immeritatamente di una pessima reputazione in quanto ritenuta cancerogena. Ciò deriva principalmente dalla struttura del materiale (fibroso, appunto) troppo somigliante a quella dell'amianto. Con la dismissione della produzione (in Italia) conseguente alla legge n. 257 del 1992, tali timori sono stati amplificati da una mancanza di chiarezza circa le proprietà dei materiali fibrosi generici, essendo la legge concentrata sul solo asbesto.
L'agenzia International Agency for Research on Cancer (IARC) ha rivisto la cancerogenicità delle fibre minerali create dall'uomo nell'ottobre 2002. Questo gruppo di lavoro ha concluso che solamente i materiali più biopersistenti rimangono classificati come "possibilmente cancerogeni per l'uomo"  (Gruppo 2B, questo include le fibre ceramiche refrattarie e alcune lane di vetro per scopi speciali non usate come materiale isolante).
Le fibre di lana minerale, inclusa la lana di roccia, sono invece considerate come "non classificabili come cancerogeni per l'uomo" (Gruppo 3) in quanto soddisfano i criteri di biosolubilità (venendo, cioè, espulse dall'organismo umano se assorbite per vie orali o tramite i pori della pelle) anche in caso di bassi diametri delle fibre che la compongono.
La lana di roccia è riciclabile all'infinito e il suo rifiuto viene considerato non pericoloso (alla stregua degli altri materiali inerti da costruzione).